# Čučer-Sandevo
Čučer-Sandevo (mazedonisch und serbisch Чучер-Сандево, früher nur Čučer, albanisch Çuçer-Sandeva oder auch Çuçer-Sandevë) ist ein Dorf im Norden Nordmazedoniens und Hauptort der gleichnamigen Opština. Diese umfasst zwölf ländliche Ortschaften und liegt in der statistischen Region Skopje.

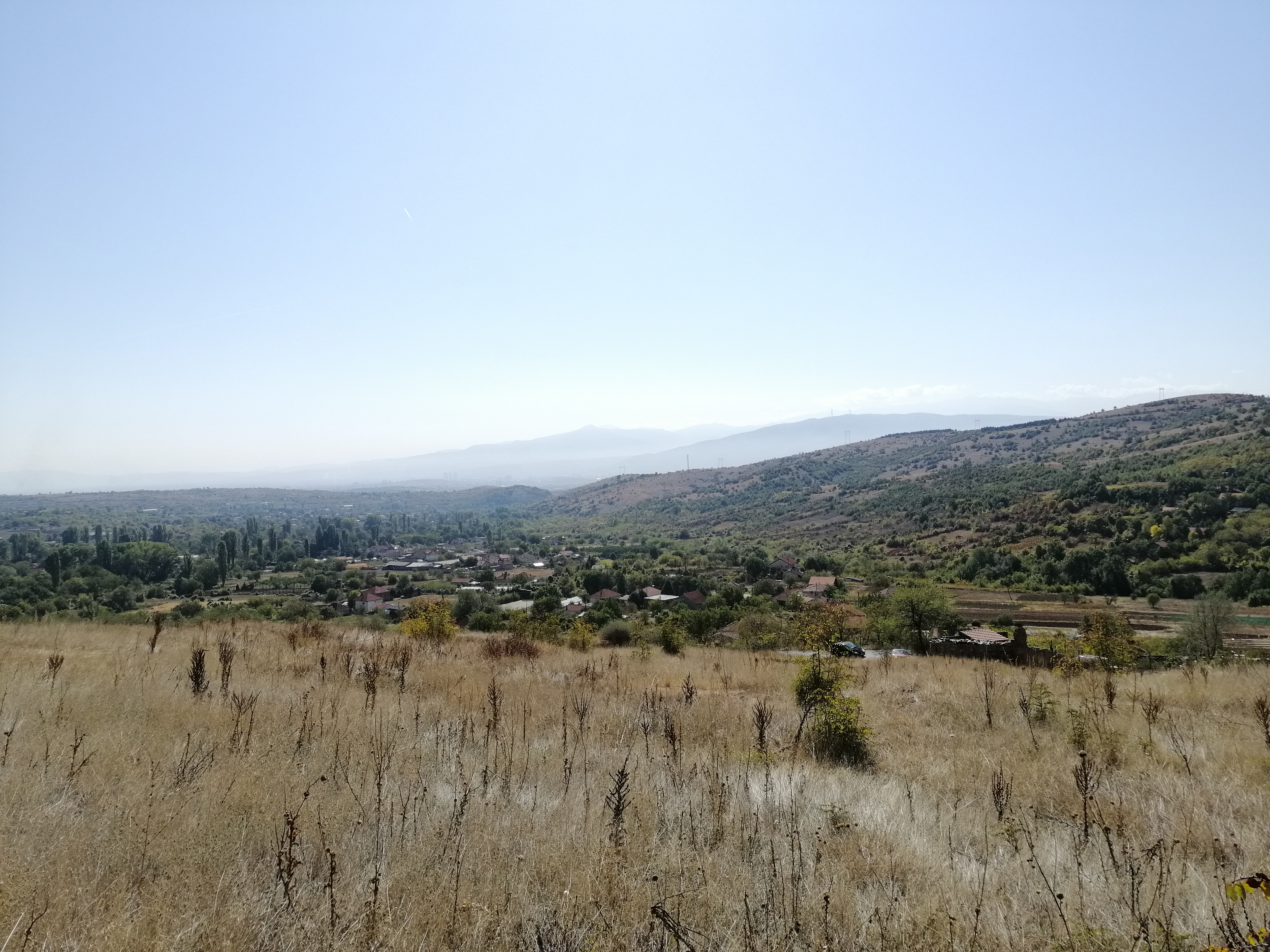
Anblick auf das Dorf Čučer-Sandevo

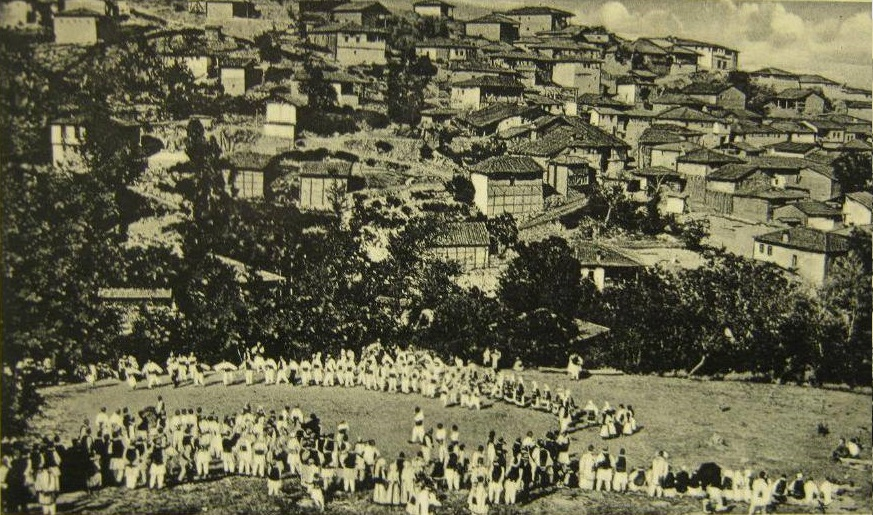
Altes Foto von Čučer-Sandevo, damals nur Čučer

Die Ortschaft zählt zu den Minderheitsgebieten der Serben, die hier die Mehrheit ausmachen.